# Чилимка
Чилимка (в среднем и верхнем течении — Покойная, Ломовая, Василисина) — река в России, протекает по Ханты-Мансийскому АО. Устье реки находится в 33 км по правому берегу реки Конда. Длина реки составляет 98 км, площадь водосборного бассейна 473 км².

## Данные водного реестра
По данным государственного водного реестра России относится к Иртышскому бассейновому округу, водохозяйственный участок реки — Конда, речной подбассейн реки — Конда. Речной бассейн реки — Иртыш.
Код объекта в государственном водном реестре — 14010600112115300018096.